# Allison Beveridge
Allison Beveridge (Calgary, 1 de junho de 1993) é uma ciclista profissional canadense. Ela competiu nos Jogos Pan-Americanos de 2015.